# Клајв Овен
Клајв Овен (енгл. Clive Owen; Ковентри, 3. октобар 1964) британски је глумац.

## Биографија
Овен је рођен у Ковентрију (Енглеска), где је одрастао са мајком и очухом, јер га је отац напустио кад је имао свега три године. Има још четири брата. Након што је матурирао на Краљевској академији драмске уметности 1987. године добија шансу да похађа школу за младе глумце Young Vic.
Крајем осамдесетих и почетком деведесетих игра у неколико тв серија и филмова као што су: Precious Bane, Vroom, Chancer и Lorna Doone, са којима је постаје познат глумац у Уједињеном Краљевству, како на телевизији, тако и на позоришту. За филм Close My Eyes, 1991. године добија добре критике. Касније има конфликт са новинарима и одлучује да се више не појављује на ТВ емисијама. Његова прва већа холивудска улога је била у филму The Rich Man's Wife, 1996. године. Касније игра у филмовима као што су: Борнов идентитет, Град греха, Краљ Артур и Човек изнутра.

## Приватни живот
Оженио се са Саром-Џејн Фентон 1995. године, са којом има двоје деце.

## Награде
| Год.  | Награђен или номинован | Додељује      | Награда                 | Филм     |
| ----- | ---------------------- | ------------- | ----------------------- | -------- |
| 2005. | Номинован              | Оскар         | Најбољи споредни глумац | Блискост |
| 2004. | Награђен               | БАФТА         | Најбољи споредни глумац | Блискост |
| 2005. | Награђен               | Златни глобус | Најбољи споредни глумац | Блискост |

## Филмографија
| Улоге Клајва Овена |                                    |               |                 |                     |
| Година             | Српски назив                       | Изворни назив | Улога           | Напомена            |
| 1988.              |                                    |               | Џејк            |                     |
| 1989.              |                                    |               | Гидион Сарн     |                     |
| 1991.              |                                    |               | Ричард          |                     |
| 1993.              |                                    |               | Девин О'Нил     |                     |
| 1993.              | Век                                |               | Пол Рајснер     |                     |
| 1994.              |                                    |               |                 |                     |
| 1994.              |                                    |               | Дов             |                     |
| 1995.              |                                    |               | Ник Шерман      |                     |
| 1996.              |                                    |               | Џејк Голден     |                     |
| 1997.              |                                    |               | Макс            |                     |
| 2000.              | Рулет смрти                        | Croupier      | Џек Манфред     |                     |
| 2001.              |                                    |               | Колин Бригс     |                     |
| 2001.              | Госфорд парк                       |               | Роберт Паркс    |                     |
| 2002.              | Борнов идентитет                   |               | Професор        |                     |
| 2003.              | Преко свих граница                 |               | Ник Калахан     |                     |
| 2004.              | Блискост                           |               | Лари            |                     |
| 2004.              | Краљ Артур                         |               | Артур           |                     |
| 2004.              | Само ме смрт може зауставити       |               | Вил             |                     |
| 2005.              | Фатална прељуба                    |               | Чарлс Скини     |                     |
| 2005.              | Град греха                         |               | Двајт Макарти   |                     |
| 2006.              | Пинк Пантер                        |               | Агент 006       |                     |
| 2006.              | Потомци                            |               | Тео Фејрон      |                     |
| 2006.              | Човек изнутра                      |               | Далтон Расел    |                     |
| 2007.              | Елизабета: Златно доба             |               | сер Волтер Роли |                     |
| 2007.              | Ватрени обрачун                    |               | Смит            |                     |
| 2009.              | Међународна превара                |               | Луи Салинџер    |                     |
| 2009.              | Дволичност                         |               | Реј Ковал       |                     |
| 2009.              |                                    |               | Џо Вар          | и извршни продуцент |
| 2011.              |                                    |               | Вил Камерон     |                     |
| 2011.              |                                    |               | Спајк           |                     |
| 2017.              | Валеријан и царство хиљаду планета |               | Арун Филит      |                     |

### Познати глумци са којима је сарађивао
- Мет Дејмон (Борнов идентитет)
- Кира Најтли (Краљ Артур)
- Натали Портман (Блискост)
- Брус Вилис (Син Сити)
- Џесика Алба (Син Сити)
- Дензел Вошингтон (Inside Man)
- Џоди Фостер (Inside Man)